# Glenelg (Adelaide)
Glenelg een voorstad aan de zuidzijde van Adelaide, de hoofdstad van de Australische deelstaat Zuid-Australië, en een badplaats aan de Golf St.Vincent. De plaats is vernoemd naar Lord Glenelg (Charles Grant, 1st Baron Glenelg). Het was in 1836 de eerste nederzetting op het vasteland van Zuid-Australië na Kingscote op Kangaroo Island.
De plaats is populair bij de toeristen en andere bezoekers en er zijn vele hotels, appartementen, restaurants en attracties. Er is een groot en breed strand met een pier en voorts is er een jachthaven.
De belangrijkste winkelstraat is Jetty Road. Hier rijdt ook de Glenelg tram, de enige tramlijn in Zuid-Australië, die de badplaats sinds 1929 van het Moseley Square, het centrale plein direct gelegen aan het strand, de pier en Jetty Road, verbindt met Victoria Square in Adelaide. Sinds 2006 is de tramlijn in verschillende fases doorgetrokken naar het centrum en noorden van de stad.

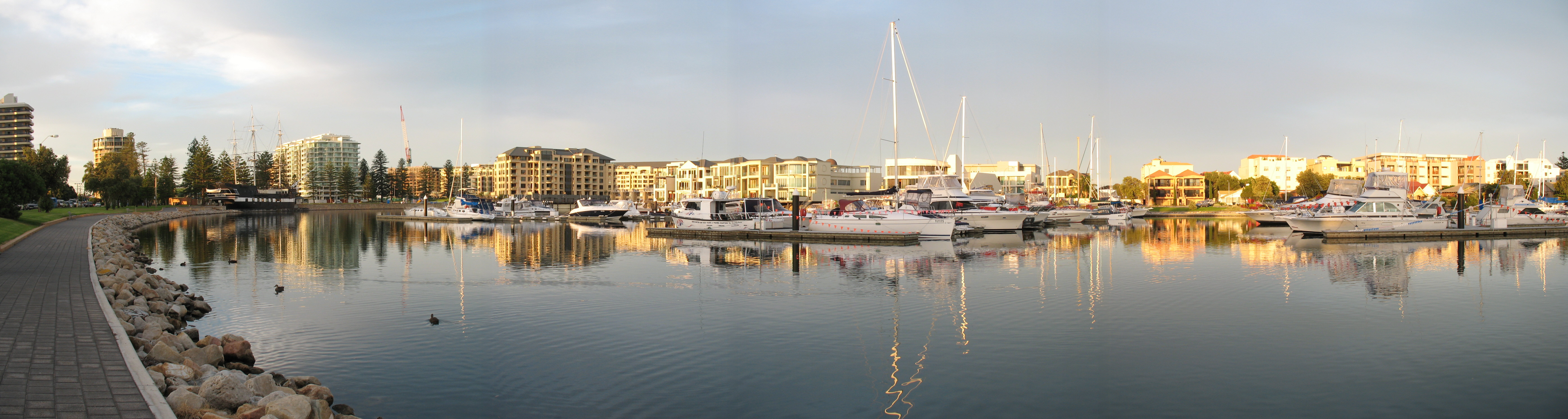
De jachthaven van Glenelg omgeven door hoogbouw